# Закис, Алнис
Алнис Закис (латыш. Alnis Zaķis; 19 января 1931 — 17 сентября 2012) — латвийский эстрадный дирижёр, композитор, скрипач и саксофонист.
В 1955 году окончил Латвийскую государственную консерваторию по классу скрипки. В 1968—1991 годах — дирижёр Эстрадного оркестра Латвийского радио и телевидения.
В 2006 году был удостоен премии «Латвийская звукозапись года» в номинации «Пожизненный вклад». В 2010 году награждён орденом Трёх звёзд IV степени.